# هيلموت كارل بوتشنر
هيلموت كارل بوتشنر (بالإنجليزية: Helmut Karl Buechner)‏ هو عالم بيئة أمريكي، ولد في 1918، وتوفي في 1975.